# Roberto Bizzo
Roberto Bizzo (* 20. Februar 1955 in Bozen) ist ein italienischer Politiker aus Südtirol.

## Biographie
Bizzo studierte an der Universität Bologna Ingenieurwissenschaften (laurea in ingegneria). Er gehörte von 1989 bis 1995 dem Gemeinderat der Stadt Bozen und dort der Fraktion der Democrazia Cristiana an. Im Jahr 2000 wurde er erneut gewählt – diesmal für die Liste Noi per l’Alto Adige, dem lokalen Vorläufer der Margherita – und war bis 2005 Stadtrat für Öffentliche Arbeiten und Informatik. 2005 gelang ihm die Wiederwahl.
Bei den Wahlen 2008 zum Südtiroler Landtag und damit gleichzeitig zum Regionalrat Trentino-Südtirol wurde Bizzo auf der Liste des Partito Democratico (PD) Drittplatzierter nach Vorzugsstimmen und damit erster Nichtgewählter hinter Christian Tommasini und Barbara Repetto. Daraufhin leitete er juristische Schritte gegen die Wahl Repettos ein und erhielt am 21. Jänner 2010 in letzter Instanz Recht. Das Kassationsgericht in Rom stellte fest, dass Repetto als Verwaltungsrätin einer Gesellschaft mit Beteiligung des Landes Südtirol nicht wählbar war. Am 2. Februar 2010 wurde Bizzo als neuer Landtagsabgeordneter vereidigt und nach vier Wahlgängen in die Landesregierung (Kabinett Durnwalder V) gewählt. Dort übernahm er die Ressorts Innovation, Genossenschaften, Informationstechnik, Arbeit, Finanzen und Haushalt. 2011 wurde er Vizepräsident der Regionalregierung Trentino-Südtirol. Bei den Landtagswahlen 2013 gelang Bizzo die Wiederwahl mit einem starken Zuwachs an Vorzugsstimmen. In der Folge wurde er zum Vizepräsidenten des Landtags gewählt. Zur Halbzeit der Legislaturperiode 2016 übernahm er gemäß dem vorgesehenen Rotationsprinzip von Thomas Widmann die Landtagspräsidentschaft.
Im Februar 2018 trat Bizzo aus dem PD aus und gründete die Ein-Mann-Fraktion Noi per l’Alto Adige. Als Spitzenkandidat einer gleichnamigen Liste trat er bei den Landtagswahlen 2018 an. Noi per l’Alto Adige konnte mit 1,2 % der Stimmen jedoch kein Mandat erringen und Bizzo schied in der Folge aus der Politik aus.

## Weblink
- Eintrag zu Roberto Bizzo in der Abgeordneten-Datenbank des Südtiroler Landtags